# Воррентон (Вірджинія)
Воррентон (англ. Warrenton) — місто (англ. town) в США, в окрузі Фокір штату Вірджинія. Населення — 10 057 осіб (2020).

## Географія
Воррентон розташований за координатами 38°43′4″ пн. ш. 77°47′50″ зх. д. / 38.71778° пн. ш. 77.79722° зх. д. (38.717817, -77.797316).  За даними Бюро перепису населення США в 2010 році місто мало площу 11,67 км², з яких 11,65 км² — суходіл та 0,01 км² — водойми.

## Демографія
Згідно з переписом 2010 року, у місті мешкало 9611 особа в 3744 домогосподарствах у складі 2307 родин. Густота населення становила 824 особи/км².  Було 3966 помешкань (340/км²).
Расовий склад населення:
| - 78,1 % — білих - 13,6 % — чорних або афроамериканців - 2,3 % — азіатів - 0,3 % — корінних американців - 0,1 % — вихідців з тихоокеанських островів - 2,8 % — осіб інших рас |

До двох чи більше рас належало 2,9 %. Частка іспаномовних становила 7,4 % від усіх жителів.
За віковим діапазоном населення розподілялося таким чином: 25,6 % — особи молодші 18 років, 59,3 % — особи у віці 18—64 років, 15,1 % — особи у віці 65 років та старші. Медіана віку мешканця становила 38,6 року. На 100 осіб жіночої статі у місті припадало 88,2 чоловіків;  на 100 жінок у віці від 18 років та старших — 82,4 чоловіків також старших 18 років.
Середній дохід на одне домашнє господарство  становив 96 730 доларів США (медіана — 69 617), а середній дохід на одну сім'ю — 106 778 доларів (медіана — 85 625). Медіана доходів становила 59 020 доларів для чоловіків та 46 959 доларів для жінок. За межею бідності перебувало 7,5 % осіб, у тому числі 7,0 % дітей у віці до 18 років та 6,4 % осіб у віці 65 років та старших.
Цивільне працевлаштоване населення становило 4945 осіб. Основні галузі зайнятості: освіта, охорона здоров'я та соціальна допомога — 26,6 %, науковці, спеціалісти, менеджери — 12,8 %, роздрібна торгівля — 10,4 %, публічна адміністрація — 9,7 %.